# Alexandre de la Fòcida
Alexandre de la Fòcida (grec antic: Ἀλέξανδρος, llatí: Alexander) fou un militar i governador macedoni de la Fòcida nomenat per Filip V de Macedònia.
La ciutat de Panope va ser governada per Jàson, també designat pel rei. Alexandre i Jàson van establir un pacte i van invitar a la Lliga Etòlia a entrar a la ciutat i prendre'n possessió, amb la promesa que les portes serien obertes i els macedonis es rendirien.
Els etolis, dirigits per Agetes, van entrar a la ciutat de nit, i quan els millors homes eren dins Jàson i Alexandre els van fer presoners. Això va passar l'any 217 aC, segons diu Polibi.